# Hrvatski pisci iz BiH, D
- Jozefina, Dautbegović, Krajinović

- Divković, Matija

- Dlustuš, Ljuboje
- Dobretić, Marko
- Dominković, Blaž Radomir

- Dragić, Marko

- Dragić, Zvonko

- Dragišić, Dobretić, Juraj

- Dretar, Tomislav

- Dizdar, Mak

- Drljić, Rastislav

- Drmić, Ilija

- Drušković, Kristijana Zoraja

- Dugeč, Malkica

- Dugonjić, Vrhovčić, Nedjeljko

- Dujmušić, Dragan

- Dvorniković, Ljudevit